# اسواکاها
اسواکاها (انگلیسی: Aśvaka)، مردمی باستانی از منطقه گنداره در پاکستان و افغانستان امروزی بودند.[۳][۲][۴] منطقه ای که آنها در آن زندگی می‌کردند Aśvaka نیز نامیده می‌شد. منطقه ای که آنها در آن زندگی می‌کردند «آسواکا» نیز نامیده می‌شد.